# Xenobiótico
Un xenobiótico es una sustancia química que no cumple un rol biológico en un organismo dado. Por extensión, se aplica a aquellos compuestos cuya estructura química en la naturaleza es poco frecuente o inexistente debido a que son compuestos sintetizados en laboratorio. La mayoría de ellos han aparecido en el medio ambiente durante los últimos 200 años.
La palabra xenobiótico deriva del griego xeno ('extraño') y bio ('vida').

## Importancia biomédica
Conocer el metabolismo de xenobióticos es básico para una comprensión racional de la farmacología y la terapéutica, farmacéutica, toxicología, investigación del cáncer y toxicomanía. En todas estas áreas se estudia la administración de xenobióticos o la exposición a ellos.

## Clases de xenobióticos
Un xenobiótico es un compuesto ajeno al cuerpo. Las principales clases de xenobióticos de importancia médica son los fármacos, carcinógenos químicos y varios compuestos que han llegado a nuestro ambiente de una u otra manera, como bifenilos policlorados (PCB) y ciertos insecticidas. Existen más de 200 000 compuestos químicos ambientales fabricados por el ser humano. Gran parte de estos compuestos están sujetos al metabolismo (alteración química) en el cuerpo humano, siendo el hígado el órgano principal en que esto ocurre; en ocasiones, un xenobiótico puede excretarse sin cambio. Cerca de 30 enzimas catalizan las reacciones que participan en el metabolismo de los xenobióticos.

## Degradación
Los procesos más importantes por los que se degradan los compuestos xenobióticos son la fotodegradación por radiaciones solares, los procesos de oxidación y reducción química y la biodegradación por los microorganismos. Pero debido a su estructura inusual, algunos xenobióticos persisten mucho tiempo en la biosfera sin alterarse y por eso se dice que son recalcitrantes a la biodegradación, llegando a ser contaminantes.
La razón fundamental de que muchos compuestos sintéticos no sean fácilmente biodegradables radica en la gran estabilidad de su estructura química. Muchos compuestos sintéticos tienen estructuras químicas distintas a las de compuestos naturales, pero incluso los que tienen estructuras similares a las naturales suelen contener modificaciones que los hacen muy estables. Esto hace que las capacidades degradativas de los seres vivos actúen más lentamente. Además, su naturaleza xenobiótica conlleva la ausencia de rutas metabólicas en los seres vivos que se hayan desarrollado evolutivamente para su degradación.
Estos compuestos sintéticos tienen un gran interés desde el punto de vista de la microbiología, porque gracias a su existencia se ha producido la desviación de rutas metabólicas capaces de atacarlos y degradarlos, y de servir como compuestos de carbono para el sustento de muchos microorganismos.